# Сенчук Степан Романович
Степа́н Рома́нович Се́нчук (*23 березня 1955 — †29 листопада 2005, Брюховичі) — український політик, підприємець. Голова Львівської обласної державної адміністрації та обласної ради. Був головою спостережної ради та один із засновників львівської корпорації «Еколан», яка займається будівництвом, торгівлею та виготовленням власної продукції.

## Біографія
Народився Степан Сенчук 1955 року в Кемеровський області у Сибіру (його батьків було репресовано та заслано). 1972 року вступив до Львівського сільськогосподарського інституту (нині Львівський національний аграрний університет). Після закінчення інституту випускника скерували на роботу в Мостиський район. Там понад рік працював старшим інженером у відділі капітального будівництва управління сільського господарства. Згодом — робота в рідному Радехівському районі в «Агрохімоб'єднанні». Тут доріс до заступника голови об'єднання. Опісля — праця в «Сільгоспхімії», за деякий час — посада керівника в Радехівській «Сільгосптехніці».
1993 року переїхав до Львова: Степан Давимука запропонував посаду генерального директора обласної «Сільгосптехніки». 1997 року тодішній голова обласної державної адміністрації Михайло Гладій запросив Сенчука бути заступником голови Львівської ОДА з питань АПК (на цій посаді пропрацював один рік).

### Сенчук у бізнесі
Коли Сенчук йшов у бізнес, то дружина навіть не знала, що він зняв з ощадної книжки гроші, подаровані на весілля (взяв кілька сотень рублів).Тоді поїхав у Росію (це був 1978 рік), там купив деякі речі, які продав, коли повернувся назад. Банальна спекуляція або ж «фарцовка» за тодішніми мірками, але саме цей епізод Сенчук вважає початком свого бізнесу.
Сенчук був думки, що до влади мають приходити люди заможні. До влади, як сам казав, прийшов досить заможною (адже працював в бізнесі) та самодостатньою людиною як політик, так і особистість.
Працюючи керівником підприємства «ВАТ Агротехсервіс» провів низку кримінальних операцій, при цьому повністю обанкрутивши підприємство з метою викупу. Марними були і спроби представників німецького концерну МДВ отримати свої гроші за передані ВАТ зернозбиральні комбайни. Всі позовні заяви на особу Степана Сенчука у судах не розглядалися, оскільки Степан Сенчук був уже в органах управління області.
В результаті такої «успішної» діяльності Степана Сенчука по районах Львівщини залишилося сотні окрадених акціонерів ВАТ. За деякими відомостями, навіть СБУ не могло на той час дати розвитку справам щодо Сенчука.

### Сенчук у політиці
1999 року Степан Романович став головою Львівської ОДА. Раніше він перебував на посаді голови Львівської облради — з 14 квітня 1998 до 5 липня 2001, а з 15 січня 1999 до 19 березня 2001 року очолював Львівську облдержадміністрацію. Першою особою області був понад два роки.

### Опала
Сенчук суміщав посади. Він охоплює й очолює усю владу регіону, як виконавчу, так і представницьку. У момент, коли постало питання про необхідність залишення котроїсь із посад, він пише заяву про звільнення з посади голови облради. Згодом Сенчука зняли з посади керівника області. Тоді у Львові іронізували: «Сенчук сів у літак губернатором (летів у Миколаїв на семінар для голів ОДА), а зійшов — екс-губернатором». Не погоджувався з політикою Львівської обласної податкової адміністрації, і говорив про це відверто. Потім було кількамісячне цькування Сенчука на посаді голови Львівської облради: звинувачували в продажу землі. Проте чомусь не бачили, що лише за один квартал у 2000-му в бюджет області від продажу землі надійшло 7,5 млн грн.
Згодом понад півроку працював керівником торгової місії в Посольстві України в Болгарії. Незважаючи на пристойну місячну заробітну плату (1,5 тисячі USD), повернувся знову до Львова. У Львові знову зайнявся бізнесом.
Сенчук був одним з найуспішніших місцевих підприємців, власником кількох хлібозаводів, сільгоспугідь, озер, мережі продовольчих магазинів, очолював спостережну раду корпорації «Еколан», фактично створив ПФГ.
Він керує корпорацією «Еколан», що включає ВАТ «Львівський хлібкомбінат», ВАТ «Львівський хлібкомбінат 1», Львівський облрибкомбінат, виробника борошна ТОВ «Явір-млин», фасувальні підприємства «Явір-пак» і «Віктонт — П». Також, сім'я Сенчуків виступає інвестором в МП «Прометей», ТОВ «Сільський господар», ТОВ «Європартнер», ТОВ «Юнівест», ТОВ «Підгірці», ТОВ «Агротех», ТОВ «Екскорт», ТОВ «Явір-транс», ТОВ "Торгова компанія «Галичина».
Степан Сенчук став першим львівським бізнесовцем, якого вбили за правління Віктора Ющенка.

### Сенчук як політичний діяч
Сенчук був одним з найбільших галицьких фінансистів Помаранчевої революції. Причинами цього можуть бути як образа на режим (що піддав його опалі) так і утиски місевої податкової, яка витворила міцний клан, під керівництвом молодшого брата Медведчука — Сергія.
Сенчук стає членом «Нашої України» з квітня 2005 року, був делегатом установчого з'їзду. Як відзначає радіо «Свобода», Сенчука називали людиною наступного львівського голови ОДА Петра Олійника. При цьому, участь Сенчука у політичному житті регіону була фікцією, партійно-політичної кар'єри він не робив.

### Сім'я
Одружився в 23 роки. З дружиною разом навчалися в одній школі. Разом з дружиною виховував двох синів. В армії не був. Закінчив військову кафедру в інституті.
Проживав в чотирикімнатній квартирі. Посідав особняк у Брюховичах.

### Вбивство
Це сталося о 29 листопада 2005 року о 08.57 біля цвинтаря смт. Брюховичі, поряд із заправкою. Степан Сенчук їхав до Львова з власного будинку, який розташований у Брюховичах. Сусіди, які їхали слідом за «Лексусом» Сенчука, почули автоматну чергу. Коли вони проїжджали біля «Лексуса», то побачили, що лобове скло машини на місці водія пробите кулями. Поруч з авто Сенчука стояв невідомий автомобіль «BMW», а якийсь чоловік (пізніше було встановлено — оператор бензозаправки) телефонував по мобільному.
За попередньою інформацією, в автомобілі разом з Сенчуком знаходилася його дружина. Дружина не постраждала, але перебувала у шоковому стані. Злочинці залишили автомат АК з порожнім ріжком на місці злочину. Згодом міліція звітувала про знаходження машини убивць, затримання одного причетного По цьому резонансному убивству головний міліціонер області Віталій Максимов обіцяв назвати вбивць губернатора як не за місяць, то за два. Навіть Міністр внутрішніх справ Юрій Луценко назвав розслідування справи Сенчука справою честі. А Президент Віктор Ющенко взяв її розслідування під особистий контроль. Справа залишилась нерозкритою досі.
Похований на полі № 49 Личаківського цвинтаря.